# Robert Leckie
Robert Hugh Leckie (Filadelfia, 18 dicembre 1920 – Byram, 24 dicembre 2001) è stato un militare, giornalista e scrittore statunitense.

## Biografia

### Giovinezza
Nacque a Philadelphia, in Pennsylvania, il 18 dicembre 1920 in una famiglia irlandese cattolica, ultimo di otto figli. Durante il liceo intraprese già a 16 anni una carriera di giornalista sportivo per un quotidiano locale di Rutherford, nel New Jersey, dove la famiglia aveva traslocato.

### Carriera militare e guerra nel Pacifico
Il 18 gennaio 1942, durante la seconda guerra mondiale, si arruolò volontario nei Marines degli Stati Uniti. Dopo l'addestramento a Parris Island, Carolina del Sud, venne assegnato nella Compagnia How, 2º Battaglione, 1º Reggimento Marine della 1ª Divisione di guarnigione a New River, Carolina del Nord.
Dopo l'attacco nipponico di Pearl Harbor del 7 dicembre, fu spedito di guarnigione nel Pacifico per prendere parte ad alcune operazioni militari contro l'esercito imperiale giapponese. Come mitragliere e ricognitore dei servizi di spionaggio, prese parte, con il grado di soldato di prima classe, a tre battaglie del teatro del Pacifico, tra cui la battaglia di Guadalcanal, in quella di Capo Gloucester, in Nuova Guinea, e nella conquista dell'isola di Peleliu. In quest'ultima operazione subì gravi traumi interni per lo scoppio di una granata da mortaio giapponese e fu trasportato in un ospedale da campo nell'isola Pavuvu.

### Anni post bellici e morte
Ritornato in patria nel marzo 1945, si congedò con onore e nel 1946 si sposò con una sua vicina di casa e amica d'infanzia, Vera Keller, da cui avrà tre figli: David, Geoff e Joan. In seguito riprese la carriera giornalistica, lavorando per l'Associated Press e vari giornali come il Daily News e il New York Journal American. È stato inoltre autore di una quarantina di libri di storia militare, che spaziano dalla guerra franco-indiana alla guerra del Golfo.
A livello popolare è ben conosciuto per le sue memorie della campagna del Pacifico, Helmet for My Pillow, che assieme ad altre opere autobiografiche di suoi commilitoni ha fornito il soggetto per la miniserie tv The Pacific. Ha ricevuto il Marine Corps Combat Correspondents Annual Award. Morì a Byram, nel New Jersey, il 24 dicembre 2001 all'età di 81 anni, per la malattia di Alzheimer che lo affliggeva da tempo. Lasciò la moglie, tre figli e sei nipoti.

## Opere

### Saggistica
- March to Glory, World Publishing Co, 1960.
- Conflict: The History of the Korean War, 1950–53, Da Capo Press, 1962.
- Forti più della morte. Per la prima volta: la completa, brutale e gloriosa saga degli US Marines nel Pacifico (Strong Men Armed: The United States Marines Against Japan, 1962), traduzione di Ugo Carrega, Milano, Longanesi, 1966.
- Sfida per il Pacifico. La battaglia di Guadalcanal (Challenge for the Pacific: Guadalcanal, the Turning Point of the War, 1965), trad. e cura di Francesco Valori, Collezione Testimonianze fra cronaca e storia n.27, Milano, Mursia, 1968. - Collana Fatti e figure n.9, Milano, Club degli Editori, 1968; Res Gestae, 2021, ISBN 978-88-669-7303-4.
- Delivered from Evil: The Saga of World War II, Harper & Row, 1987.
- None Died in Vain: The Saga of the Civil War, Harper Perennial, 1990.
- The General. I Books, 1991.
- George Washington's War: The Saga of the American Revolution, Harper Collins, 1992.
- From Sea to Shining Sea: From the War of 1812 to the Mexican-American War, the Saga of America's Expansion, Harper Perennial, 1994.
- Okinawa: The Last Battle of World War II, Viking Press, 1995.
- The Wars of America: From 1600 to 1900. Harper Collins, 1998.
- A Few Acres of Snow: The Saga of the French and Indian Wars, Wiley & Sons, 2000.

### Autobiografia
- Helmet for My Pillow, Random House, 1957.
- Lord, What a Family!, Random House, 1958.